# Irina Yanina
Irina Yuryevna Yanina (Taldykorgan, 27 de novembro de 1966 - Karamakhi, 31 de agosto de 1999) foi uma enfermeira russa, sargento médico e Herói da Federação Russa.

## Biografia
Irina Yanina nasceu na cidade de Taldy-Kurgan, na República Socialista Soviética do Cazaquistão. Depois de se formar em uma escola de medicina, Irina Yanina trabalhou como auxiliar de enfermagem e enfermeira em um dispensário de tuberculose e em uma maternidade.

## Serviço militar
Em 1995, ela se alistou nas Tropas Internas Russas do Ministério de Assuntos Internos (Rússia). Ela serviu como enfermeira em uma companhia médica da 22.ª Brigada Operacional na cidade de Kalach-na-Donu. Durante a Primeira Guerra Chechena, Irina fez duas viagens de serviço à área de conflito. Durante a Segunda Guerra da Chechênia, sua unidade foi enviada ao Daguestão em julho de 1999.

### Morte
Em 31 de agosto de 1999, a Sgt Yanina estava com um grupo de evacuação que prestou assistência aos soldados feridos durante a batalha pela aldeia de Karamakhi. Com risco de vida, ela deu ajuda médica a 15 soldados feridos. Além disso, ela cavalgou para a batalha em BTR-80 sob forte fogo inimigo por três vezes e conseguiu salvar vinte e oito soldados das forças federais.
Quando ela estava tentando acessar os feridos pela quarta vez, o inimigo mudou para táticas ofensivas. Irina Yanina organizou o transporte de feridos e cobriu a operação com fogo de fuzil de assalto. Enquanto seu BTR-80 se afastava da área, foi atingido por granadas propelidas por foguete e incendiado. A Sgt Yanina havia ajudado com sucesso os feridos a sair do veículo em chamas, mas não conseguiu sair sozinha e morreu no incêndio. Por sua bravura, a Sgt Yanina foi incluída permanentemente na lista de convocação de sua unidade.